# 474 Prudentia
474 Prudentia (1901 GD) là một tiểu hành tinh ở vành đai chính. Nó được Max Wolf phát hiện ngày 13.2.1901 ở Heidelberg và được đặt theo tên tiếng Latinh Prudentia, một nhân vật phúng dụ.